# Мона, Иштван
Иштван Мона (венг. István Móna, 17 сентября 1940, Ньиредьхаза, Венгрия — 28 июля 2010, Будапешт, Венгрия) — венгерский пятиборец, чемпион Олимпийских игр 1968 года в командном зачете, четырёхкратный чемпион мира.
После победы в командном зачете на чемпионате мира 1963 г. в швейцарском Магглингене во время досмотра на венгерской таможне в его багаже были найдены запрещенные к ввозу в страну товары. Последовала двухгодичная дисквалификация, в результате спортсмен не смог принять участие в Олимпийских играх в Токио (1964).
После возвращения в сборную в 1965—1967 гг. трижды выигрывал первенство мира в командном зачете. Лучшим результатом в индивидуальных соревнованиях стало 4 место в Мельбурне (1966). На Олимпийских играх 1968 г. в составе сборной выигрывает командное «золото». В личном первенстве занял только 7 место, победив в фехтовании, он не смог показать высоких результатов в остальных видах.